# Saltos ornamentais na Universíada de Verão de 1961
Os saltos ornamentais na Universíada de Verão de 1961 foram disputados em Sófia, na Bulgária.

## Medalhistas

### Masculino
| Evento            | Ouro                | Prata               | Bronze            |
| Trampolim de 3m   | Trampolim de 3m     | Trampolim de 3m     | Trampolim de 3m   |
| ----------------- | ------------------- | ------------------- | ----------------- |
| Individual        | JPN Shunsuke Kaneto | GBR Len Rapkins     | ROM Gheorghe Banu |
| Plataforma de 10m |                     |                     |                   |
| Individual        | JPN Tadao Tosa      | FRG Horst Rosenfeld | ROM Gheorghe Banu |

### Feminino
| Evento            | Ouro            | Prata            | Bronze                 |
| Trampolim de 3m   | Trampolim de 3m | Trampolim de 3m  | Trampolim de 3m        |
| ----------------- | --------------- | ---------------- | ---------------------- |
| Individual        | GBR Liz Ferris  | FRG Helga Berg   | BUL Konstantina Popova |
| Plataforma de 10m |                 |                  |                        |
| Individual        | GBR Liz Ferris  | AUT Irmgard Lurf | ROM Emilia Negulescu   |

## Quadro de medalhas
| Ordem | País                   | Medalha de ouro | Medalha de prata | Medalha de bronze |    |
| ----- | ---------------------- | --------------- | ---------------- | ----------------- | -- |
| 1     | GBR Grã-Bretanha       | 2               | 1                |                   | 3  |
| 2     | JPN Japão              | 2               |                  |                   | 2  |
| 3     | FRG Alemanha Ocidental |                 | 2                |                   | 2  |
| 4     | AUT Áustria            |                 | 1                |                   | 1  |
| 5     | ROM Romênia            |                 |                  | 3                 | 3  |
| 6     | BUL Bulgária           |                 |                  | 1                 | 1  |
| TOTAL | TOTAL                  | 4               | 4                | 4                 | 12 |